# Marjan (Split)
Koordinaten: 43° 30′ 31,1″ N, 16° 25′ 7,8″ O

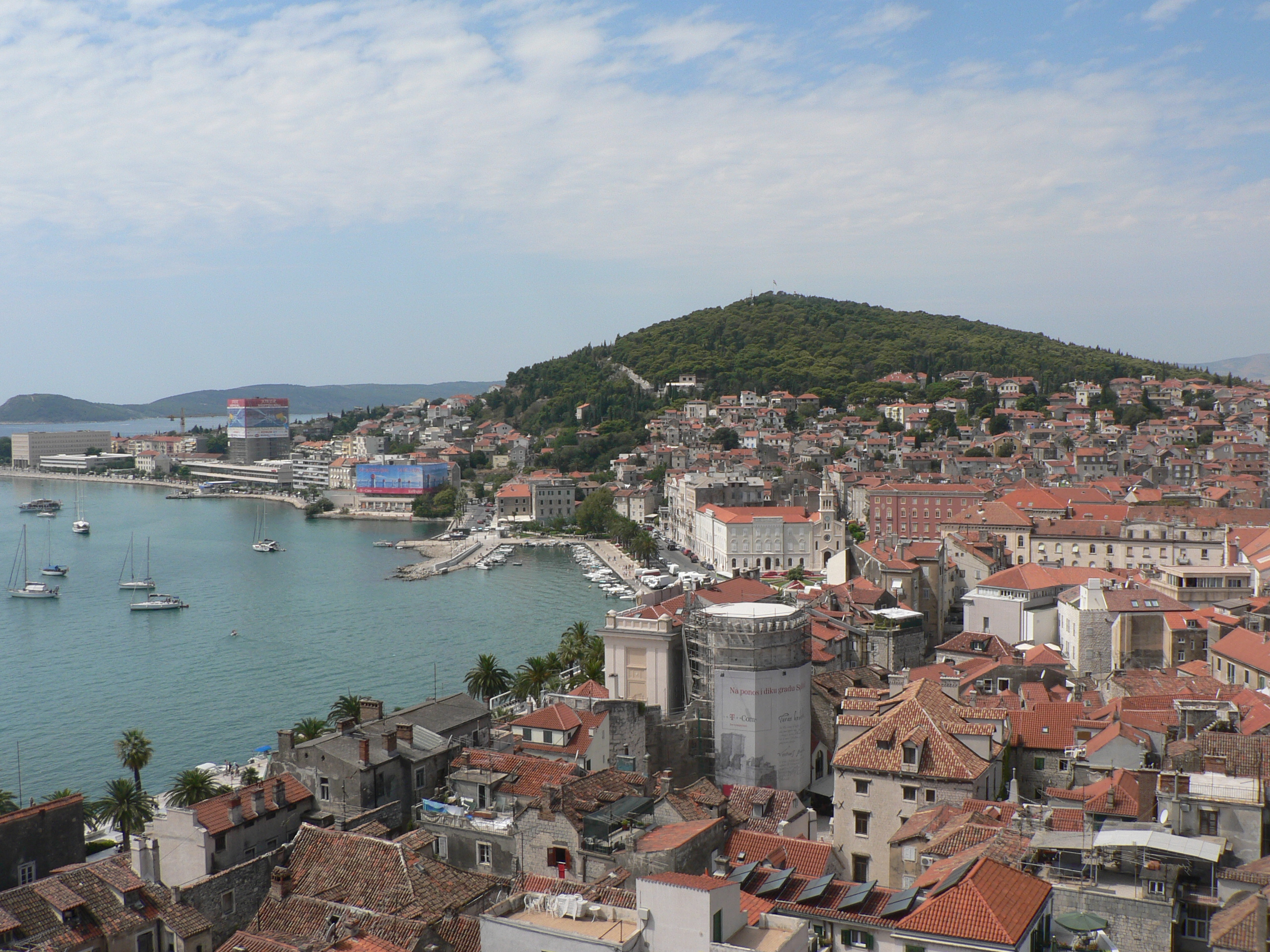
Blick über Split auf die Halbinsel Marjan

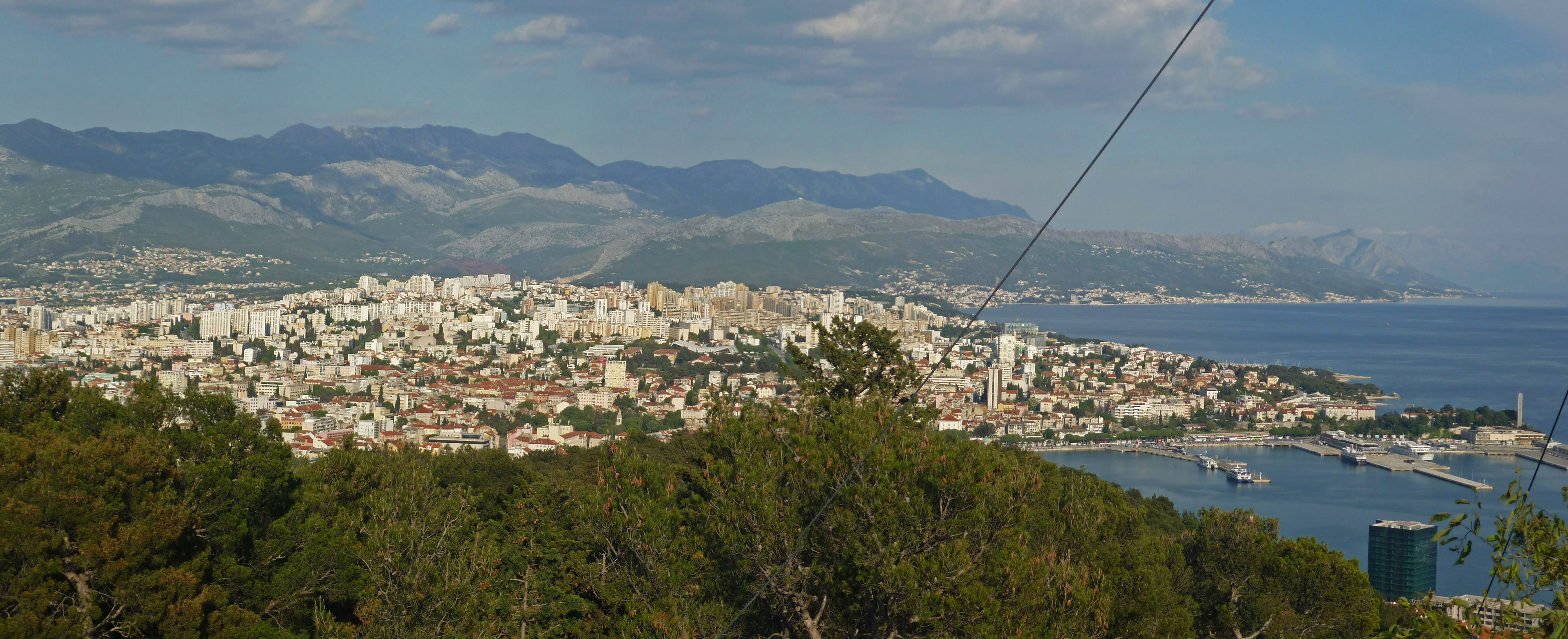
Blick vom Marjan auf Split

Marjan ist eine Halbinsel mit einem hügeligen Naturschutzgebiet und liegt auf der westlichen Seite von Split in Kroatien. Der Marjan ist mit einem dichten Kiefernwald (größtenteils Aleppo-Kiefer) bedeckt, der zwischen dem Ende des 19. und Anfang des 20. Jahrhunderts angepflanzt worden ist. Seit 1964 ist der Marjan als Waldpark mit etwa 400 geschützten Pflanzen unter Naturschutz gestellt. Der mit 178 m. i. J. höchste Punkt des Marjan heißt Telegrin, da dort während der Zeit Napoleons eine Telegraphenstation war. Vom Stadtteil Split-Spinut führt ein etwa 1 km langer Tunnel durch den Berg Marjan zur Südseite der Halbinsel in den Stadtteil Split-Meje.

## Namensherkunft
Der Name Marjan ist römischen Ursprungs, d. h. „praedium“ oder „fundus Marianum“. Das erste Mal wird der Name in der Nachricht vom Prior Peter in der ersten Hälfte des 8. Jahrhunderts erwähnt. So hat der Marjan über die Jahre folgende Bezeichnungen gehabt: Marulianus, Mergnanus, Murnanus, Marnanus, Murnano, Marnano, Mergnano, Mernjan, Marglian, Mirgnan, Megnan, sowie Mons Kyrie eleison nach den Wallfahrten, Prozessionen und Segnungen, die auf dem Berg durchgeführt wurden.
Die alten Spliter Bewohner bezeichnen den Berg als Merjan.

## Sehenswürdigkeiten und Freizeitaktivitäten

### Kastell Crikvine-Kaštilac
Ein aus dem 16. Jahrhundert stammendes Kastell der Familie Capogrosso, welches ursprünglich ein Ort der Ruhe und Entspannung für die Spliter Bürger war, erhielt im Laufe der Zeit unterschiedliche Funktionen. Im Jahr 1939 kaufte Ivan Meštrović das heruntergekommene Landgut und restaurierte und erweiterte es zusammen mit dem Architekten Harold Bilinić.

### Alter Jüdischer Friedhof
Am Weg zum Telegrin-Aussichtspunkt liegt ein alter jüdischer Friedhof mit etwa 700 Grabstellen aus dem 16. Jahrhundert. Dieser war entstanden, als sich eine Gruppe von Juden, die aus Spanien geflohen waren, in Split angesiedelt hatten.

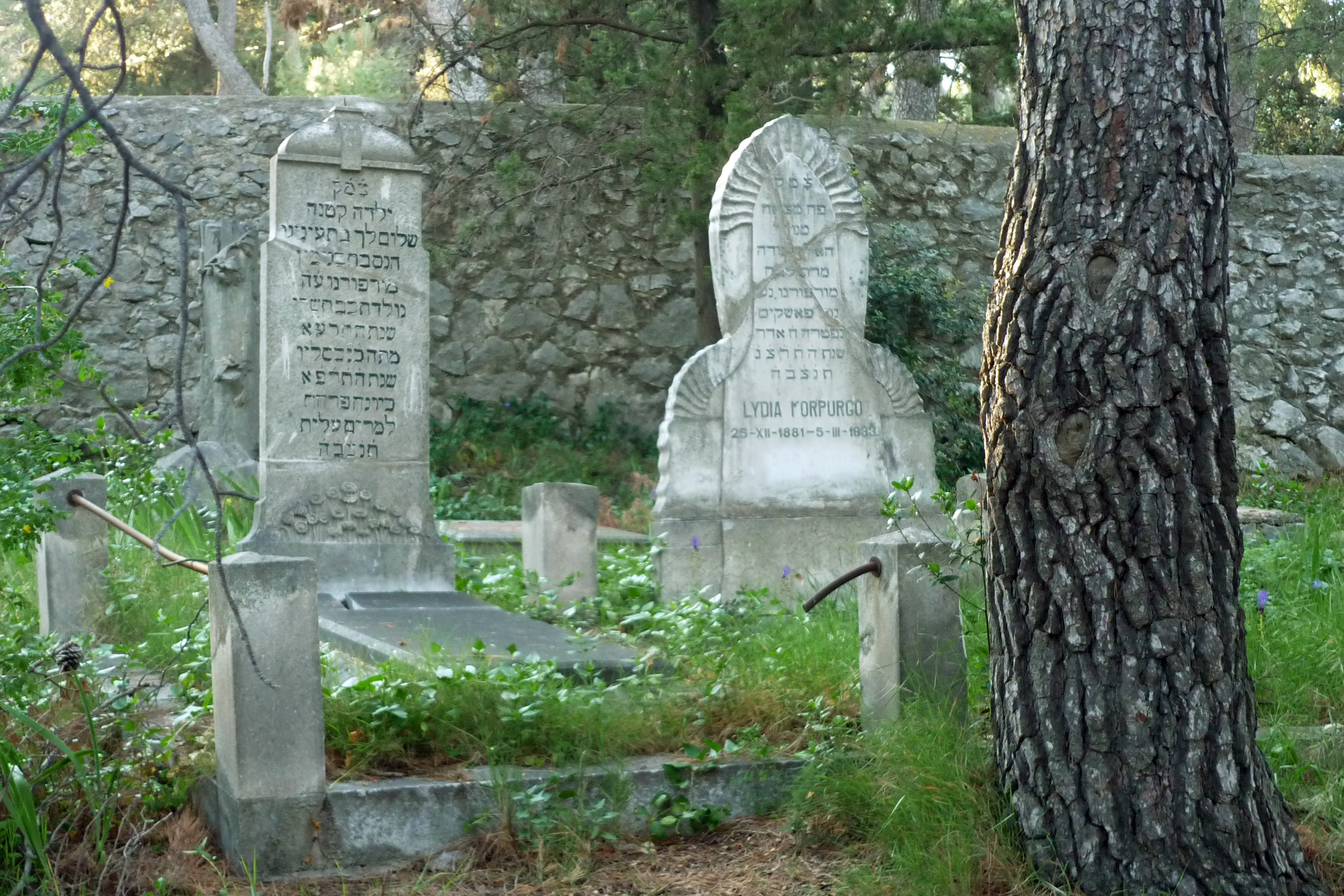
Gräber auf dem alten jüdischen Friedhof

### Zoologischer Garten
Der zoologische Garten der Stadt Split liegt auf der dem Festland zugewandten Seite des Marjan.

### Botanischer Garten
Der botanische Garten liegt auf der Seeseite des Marjan.

### Ozeanographisches Institut
Das Institut für Ozeanographie und Fischerei (kroat. Institut za oceanografiju i ribarstvo) wurde 1930 gegründet und befindet sich an der Westspitze der Halbinsel am Fuß des Berges.

### Kirchen und Kapellen

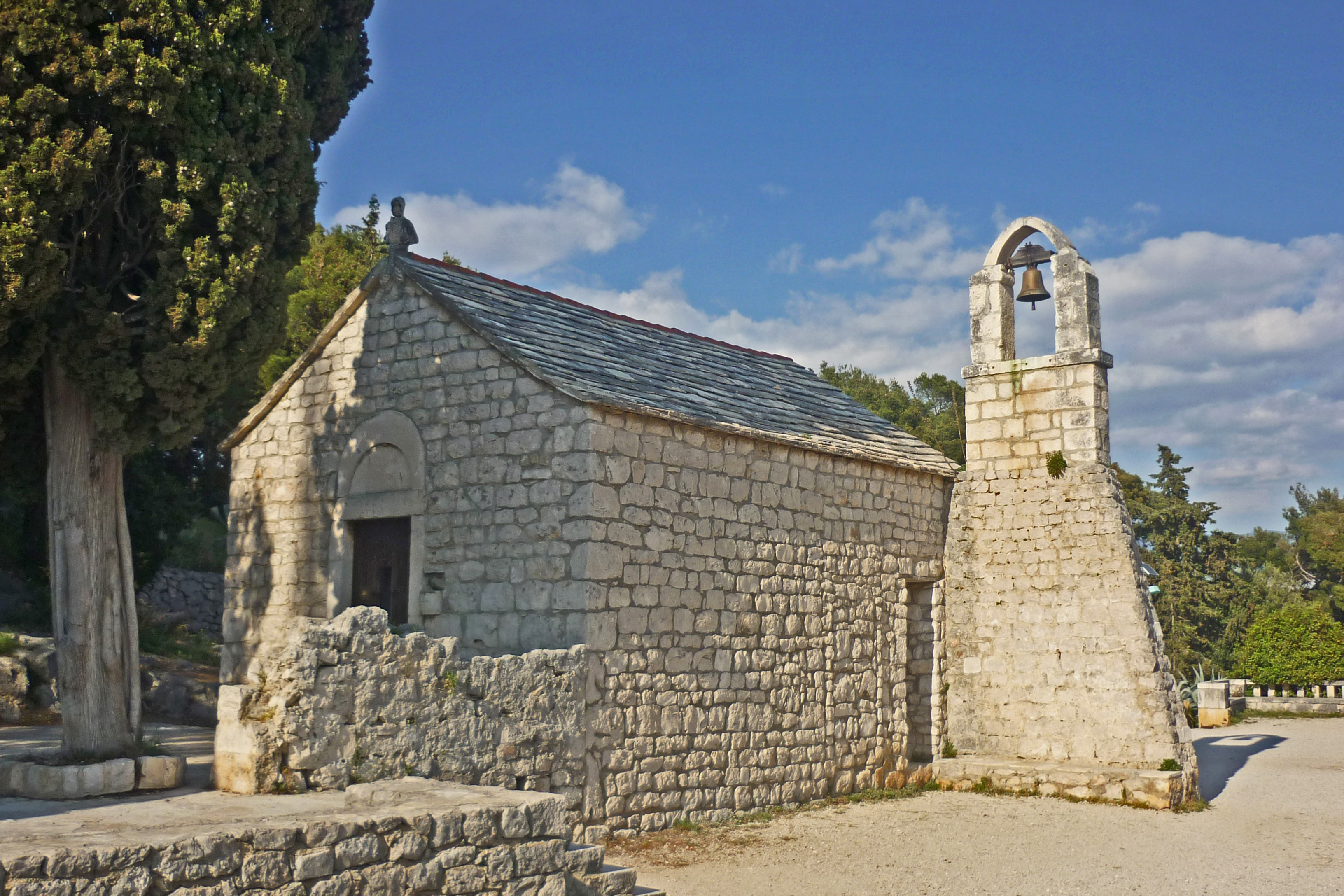
Kirche des hl. Nikolaus auf dem Berge

- Kirche des hl. Nikolaus auf dem Berge (Crkva sv. Nikole na Gori), erbaut 1219. Da die Seeleute beim Vorbeisegeln den Berg begrüßten, wurde ihnen zu Ehren diese Kirche errichtet.[3]
- Kirche des hl. Hieronymus (Crkva sv. Jeronim bzw. sv. Jere) mit Einsiedelei aus der 2. Hälfte des 15. Jahrhunderts. In einer Grotte ist das Relief des heiligen Hieronymus zu sehen. Der hl. Hieronymus soll von der Stadt in den Wald des Marjan geflüchtet sein. Dort ist auch eine Inschrift zu finden, die von ihm selbst stammen soll:

MIHI OPIDUM CARCER SOLITUDO PARADISUS EST. (Für mich ist die Stadt ein Gefängnis, die Einsamkeit das Paradies).
- Kirche Unserer Lieben Frau von Bethlehem (Crkva Gospe od Betlema) vom Ende des 15. Jahrhunderts.
- Kapelle der Sieben Schmerzen Mariens (Crkva Gospe od Sedam žalosti - izgrađena) von 1362
- Kirche des hl. Georg auf der Marjan-Spitze (Crkva sv. Jure na rtu Marjana) aus dem 9.  Jahrhundert, sie befand sich ursprünglich in unmittelbarer Nähe eines Dianatempels.
- Marienkapelle Mutter vom guten Rat in Crikvine-Kaštilac (Crkvica Gospe od Dobrog Svita), erbaut 1513
- Heiligkreuzkapelle in Crikvine-Kaštilac, erbaut vom kroatischen Bildhauer Ivan Meštrović in seinem Landgut mit 28 Holzreliefs über das Leben Christi.
- Kirche des hl. Benedikt (Crkva sv. Benedikta) aus dem 14.  Jahrhundert (nur noch Reste vorhanden)
- Ehemaliges Kloster des hl. Stephan unter den Kiefern auf dem Sustipan (Samostan sv. Stjepana pod borovima na Sustipanu) aus dem 11. Jahrhundert, später ein Friedhof, jetzt ein kleiner Park mit Blick auf den Yachthafen von Split.